# Aderus schenckllingi
Aderus schenckllingi is een keversoort uit de familie schijnsnoerhalskevers (Aderidae). De wetenschappelijke naam van de soort werd in 1907 gepubliceerd door Maurice Pic.